# Повча
Повча (укр. Повча) — село в Дубенском районе Ровненской области Украины. Административный центр Повчанской сельской общины.

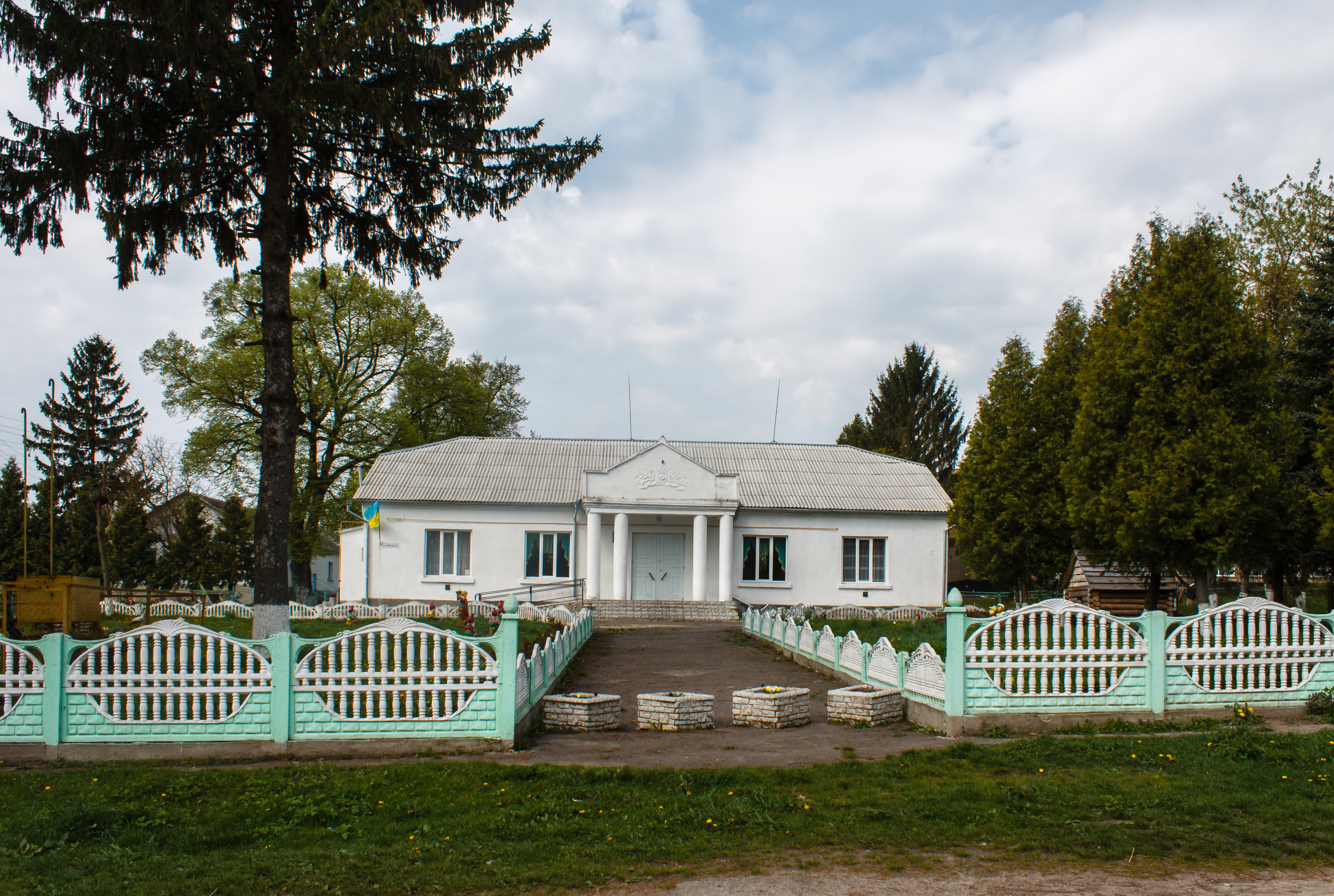
Сельский дом культуры

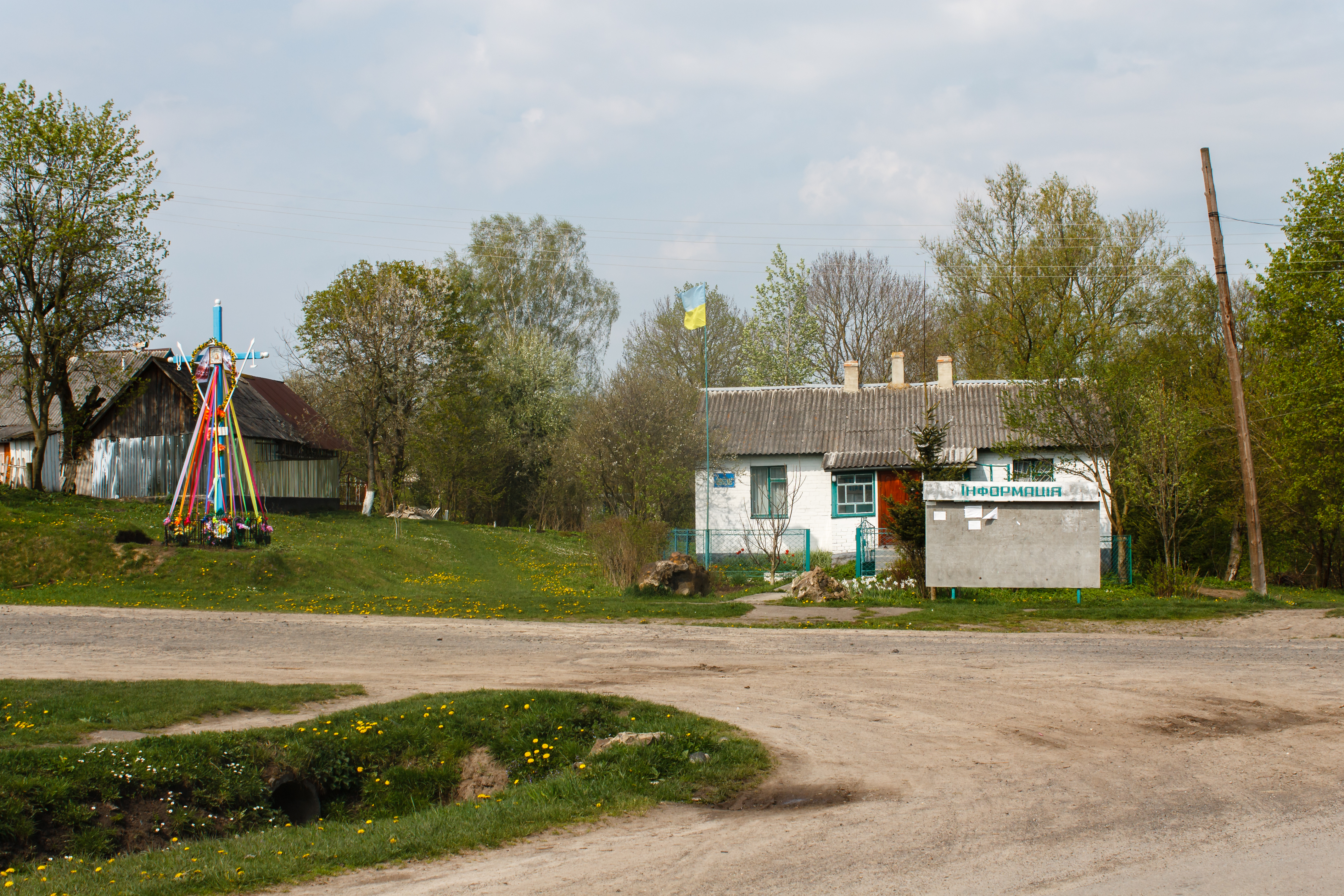
Здание сельского совета

Население по переписи 2001 года составляло 718 человек. Почтовый индекс — 35644. Телефонный код — 3656. Код КОАТУУ — 5621685401.